# Долно Воловот
Долно Воловот (на гръцки: Παντελεήμωνας, Панделеймонас, катаревуса: Παντελεήμων, Панделеймон, до 1926 година Κάτω Βολοβότ, Като Воловот) е село в Егейска Македония, Гърция, дем Кукуш, област Централна Македония с 378 жители (2001).

## География
Селото е разположено на 20 километра южно от Кукуш (Килкис) на левия бряг на река Галик (Галикос).

## История
След Междусъюзническата война Воловот попада в Гърция. В 1926 година селото е прекръстено на Пантелеймон. Населението му се изселва и на негово място са заселени гърци бежанци. В 1928 година Долно Воловот е представено като чисто бежанско село с 55 бежански семейства и 200 души.

## Личности
Родени в Долно Воловот
- Аристархос Фундукидис (р. 1965), гръцки футболист
- Костас Лагонидис (р. 1965), гръцки футболист